# Dichorisandra perforans
Dichorisandra perforans är en himmelsblomsväxtart som beskrevs av Charles Baron Clarke. Dichorisandra perforans ingår i släktet Dichorisandra och familjen himmelsblomsväxter. Inga underarter finns listade.